# أوتو ماير (سياسي)
أوتو ماير (بالألمانية: Otto Meyer) (و. 1926 – 2014 م) هو سياسي، من ألمانيا، ولد في بورغاو، كان عضوًا في حزب الاتحاد الاجتماعي المسيحي بولاية بافاريا، توفي في بورغاو، عن عمر يناهز 88 عاماً.

## مناصب
تولى منصب عضو مجلس الشورى الموحد بافاريا.

## جوائز
حصل على جوائز منها:
- وسام الاستحقاق البافاري
- قائد الصليب من وسام استحقاق جمهورية ألمانيا الاتحادية
- الميدالية الدستورية البافارية الذهبية ‏
- وسام القديس غريغوريوس من رتبة فارس قائد.